# Влюблённые (телесериал)
«Влюблённые» (кор. 연인?, 戀人?) — южнокорейский телесериал 2023 года, транслировавшийся на канале MBC TV с 4 августа по 18 ноября 2023 года по пятницам и субботам. В главный актёрский состав вошли: Нам Гун Мин, Ан Ын Джин, Ли Хак Чжу, Ли Да Ин, Ким Юн У и Ли Чхон А. По словам сценариста Хван Джин Ёна, сериал вдохновлён романом Маргарет Митчелл «Унесённые ветром», опубликованным в 1936 году. Сериал транслировался на канале MBC TV с 4 августа по 18 ноября 2023 года по пятницам и субботам в 21:50 по корейскому времени. Также сериал доступен для стриминга на Wavve в Южной Корее и на Viki в некоторых регионах.
Сериал был разделён на две части: первая часть транслировалась с 4 августа по 2 сентября 2023 года и состояла из десяти эпизодов, а вторая часть выходила в эфир с 13 октября по 18 ноября 2023 года и состояла из одиннадцати эпизодов.

## Синопсис
Действие сериала разворачивается во время вторжения империи Цин в Чосон и рассказывает вдохновляющую историю людей, которые находят надежду и позитивный настрой даже в самые трудные времена.

## Актёрский состав

### Главные роли
- Нам Гун Мин — Ли Чан Хён: загадочный дворянин, который не открывает свою душу никому, но, познакомившись с женщиной, он открывает дверь к своей неожиданной судьбе[13][14].
  - Мун Сон Хён[англ.] — молодой Ли Чан Хён[15]
- Ан Ын Джин[англ.] — Ю Гиль Чхэ: дочь знатного рода, которая оказывается вовлечена в отношения с Чан Хёном[14].
- Ли Хак Чжу[англ.] — Нам Ён Джун: многообещающий студент-конфуцианец из Сонгюнквана[1].
- Ли Да Ин[англ.] — Кён Ын Э: невеста Ён Джуна и ближайшая подруга Гиль Чхэ[16].
- Ким Юн У[англ.] — Лян Ым: близкий друг Чан Хёна, который является лучшим певцом-пхансори в Чосоне[17].
- Ли Чхон А[англ.] — Гак Хва: Дочь Хунтайцзи и принцесса династии Цин[18].

### Роли второго плана

#### Люди вокруг Ю Гиль Чхэ
- Чи Сын Хён[англ.] — Гу Вон Му: военный офицер[19].
- Пак Чжон Ён — Чон Чон И: служанка Гиль Чхэ[20].
- Квон Сохён[англ.] — Бан Ду Нэ: служанка Ын Э[21].

#### Люди вокруг Ли Чан Хёна
- Пак Кан Соп — Гуджам: слуга Чан Хёна[22].
- Чхве Мусон[англ.] — Янчхон: бандит[19].

#### Королевская семья Чосона и подданые
- Ким Чон Тхэ[англ.] — ван Инджо: шестнадцатый правитель Чосона[19].
- Ким Му Чжун — наследный принц Сохён: старший сын вана Инджо[23].
- Чон Хе Вон[англ.] — наследная принцесса Кан: жена наследного принца Сохёна[24].
- Со Ю Джин[англ.] — королевская наложница Соён Джо: любимая наложница вана Инджо[25].
- Ян Хён Мин — Пё Ён Гём: лояльный наследному принцу Сохёну евнух[18].
- Ким Тхэ Хун[англ.] — Чхве Мён Гиль[англ.]: прагматик, который не меняет своих решений и ставит во главу угла национальные интересы[26].
- Чхве Джон Хван[англ.] — Ким Сан Хён: лояльный подданый[18]
- Ха Кён — Син И Рип[18].
- Чон Бён Чхоль — Бон Си: евнух вана Инджо[18].

#### Люди Империи Цин
- Чхве Ён У — Ёнголдэ: военный офицер[27].
- Ким Чжун Вон — Хунтайцзи: император Империи Цин[28].
- Кан Гиль У — Чон Мён Су: переводчик[29].

## Производство
Чтение сценария актёрского состава состоялось в декабре 2022 года.
В мае 2023 года MBC объявила о расторжении контракта с внешней компанией, предоставляющей статистов, после того как выяснилось, что один из актёров, утверждённых на второстепенную роль в сериале «Влюблённые», был одним из двенадцати преступников, совершивших сексуальное насилие в 2004 году.
9 ноября 2023 года было объявлено, что сериал будет продлён на одну серию из-за его популярности и завершит показ с 21 серией. Финальная серия вышла в эфир 18 ноября.

## Реакция

### Зрительская аудитория
| Эп. | Первоначальная дата трансляции | Средняя доля аудитории | Средняя доля аудитории | Средняя доля аудитории |
| Эп. | Первоначальная дата трансляции | Nielsen Korea          | Nielsen Korea          | TNmS                   |
| Эп. | Первоначальная дата трансляции | Национальный           | Сеул                   | Национальный           |
| 1 часть | 1 часть                        | 1 часть                | 1 часть                | 1 часть                |
| --- | ------------------------------ | ---------------------- | ---------------------- | ---------------------- |
| 1 | 4 августа 2023 года            | 5.4% (9-е)             | 5.4% (6-е)             | Нет данных             |
| 2 | 5 августа 2023 года            | 4.3% (8-е)             | 4.4% (6-е)             | Нет данных             |
| 3 | 11 августа 2023 года           | 5.5% (11-е)            | 5.3% (11-е)            | 4.3% (18-е)            |
| 4 | 12 августа 2023 года           | 5.2% (4-е)             | 5.0% (4-е)             |                        |
| 5 | 18 августа 2023 года           | 8.4% (3-е)             | 8.3% (3-е)             | 6.5% (7-е)             |
| 6 | 19 августа 2023 года           | 8.8% (2-е)             | 8.3% (2-е)             | Нет данных             |
| 7 | 25 августа 2023 года           | 10.6% (2-е)            | 10.1% (2-е)            | 8.0% (5-е)             |
| 8 | 26 августа 2023 года           | 10.3% (2-е)            | 9.9% (2-е)             | Нет данных             |
| 9 | 1 сентября 2023 года           | 10.6% (2-е)            | 9.8% (2-е)             | 9.0% (4-е)             |
| 10 | 2 сентября 2023 года           | 12.2% (2-е)            | 11.5% (2-е)            | Нет данных             |
| 2 часть |                                |                        |                        |                        |
| 11 | 13 октября 2023 года           | 7.7% (4-е)             | 7.5% (2-е)             | 6.6% (6-е)             |
| 12 | 14 октября 2023 года           | 9.3% (2-е)             | 9.5% (2-е)             | 6.9% (2-е)             |
| 13 | 20 октября 2023 года           | 10.3% (1-е)            | 9.9% (1-е)             | 7.9% (5-е)             |
| 14 | 21 октября 2023 года           | 11.7% (2-е)            | 10.9% (2-е)            | Нет данных             |
| 15 | 27 октября 2023 года           | 11.8% (1-е)            | 11.2% (1-е)            | 9.5% (3-е)             |
| 16 | 28 октября 2023 года           | 12.0% (2-е)            | 11.3% (2-е)            | Нет данных             |
| 17 | 4 ноября 2023 года             | 11.4% (2-е)            | 11.3% (2-е)            | Нет данных             |
| 18 | 10 ноября 2023 года            | 10.8% (1-е)            | 10.3% (1-е)            | 7.6% (4-е)             |
| 19 | 11 ноября 2023 года            | 11.6% (2-е)            | 11.3% (2-е)            | Нет данных             |
| 20 | 17 ноября 2023 года            | 12.4% (1-е)            | 12.5% (1-е)            | Нет данных             |
| 21 | 18 ноября 2023 года            | 12.9% (2-е)            | 12.7% (2-е)            | Нет данных             |
| Среднее | Среднее                        | 9.7%                   | 9.4%                   | —                      |
| Специальный эпизод                                                                                                 | 8 сентября 2023 года           | 3.4% (18-е)            | 3.5% (15-е)            | Нет данных             |
| В таблице, синие цифры представляют собой самые низкие оценки и красные цифры представляют самые высокие рейтинги. |                                |                        |                        |                        |

## Награды и номинации
| Награда                          | Год  | Категория                                     | Номинант / Работа        | Результат | Ист.   |
| -------------------------------- | ---- | --------------------------------------------- | ------------------------ | --------- | ------ |
| Премия «Пэксан»                  | 2024 | Лучшая мужская роль — телевидение             | Нам Гун Мин              | Победа    | [ 37 ] |
| Премия «Пэксан»                  | 2024 | Лучший сериал                                 | Влюблённые               | Победа    | [ 37 ] |
| Премия «Пэксан»                  | 2024 | Лучшая женская роль — телевидение             | Ан Ын Джин               | Номинация | [ 38 ] |
| Grimae Awards                    | 2023 | Лучшая мужская роль                           | Нам Гун Мин              | Победа    | [ 39 ] |
| Grimae Awards                    | 2023 | Лучшая женская роль                           | Ан Ын Джин               | Победа    | [ 39 ] |
| Grimae Awards                    | 2023 | Лучший режиссёр                               | Ким Сон Ен и Чон Су Чжин | Победа    | [ 39 ] |
| Grimae Awards                    | 2023 | Гран-при (Дэсан)                              | Влюблённые               | Победа    | [ 39 ] |
| Grimae Awards                    | 2023 | Лучшее световое оформление                    | Квон Мин Гу              | Победа    | [ 39 ] |
| MBC Drama Awards                 | 2023 | Лучший персонаж                               | Ким Чон Тхэ              | Победа    | [ 40 ] |
| MBC Drama Awards                 | 2023 | Лучшая пара                                   | Нам Гун Мин и Ан Ын Джин | Победа    | [ 40 ] |
| MBC Drama Awards                 | 2023 | Лучший новый актёр                            | Ким Му Чжун              | Победа    | [ 40 ] |
| MBC Drama Awards                 | 2023 | Лучший новый актёр                            | Ким Юн У                 | Победа    | [ 40 ] |
| MBC Drama Awards                 | 2023 | Лучшая новая актриса                          | Пак Чжон Ен              | Победа    | [ 40 ] |
| MBC Drama Awards                 | 2023 | Лучшая мужская роль второго плана             | Чхве Ён У                | Победа    | [ 40 ] |
| MBC Drama Awards                 | 2023 | Сериал года                                   | Влюблённые               | Победа    | [ 40 ] |
| MBC Drama Awards                 | 2023 | Гран-при (Дэсан)                              | Нам Гун Мин              | Победа    | [ 40 ] |
| MBC Drama Awards                 | 2023 | Выдающиеся достижения, актриса в мини-сериале | Ан Ын Джин               | Победа    | [ 41 ] |
| MBC Drama Awards                 | 2023 | Выдающиеся достижения, актриса в мини-сериале | Ли Чхон А                | Номинация | [ 41 ] |
| MBC Drama Awards                 | 2023 | Лучший персонаж                               | Чхве Мусон               | Номинация | [ 42 ] |
| MBC Drama Awards                 | 2023 | Лучшая новая актриса                          | Чон Хе Вон               | Номинация | [ 43 ] |
| MBC Drama Awards                 | 2023 | Лучшая женская роль второго плана             | Квон Сохён               | Номинация | [ 44 ] |
| MBC Drama Awards                 | 2023 | Выдающиеся достижения, актёр мини-сериала     | Ли Хак Чжу               | Номинация | [ 45 ] |
| MBC Drama Awards                 | 2023 | Выдающиеся достижения, актриса в мини-сериале | Ли Да Ин                 | Номинация | [ 45 ] |
| MBC Drama Awards                 | 2023 | Выдающиеся достижения, актёр мини-сериала     | Нам Гун Мин              | Номинация | [ 46 ] |
| Seoul International Drama Awards | 2024 | Лучший корейский сериал                       | Влюблённые               | Номинация | [ 47 ] |

### Комментарии
1. ↑  Из-за множества неопубликованных оценок точный средний рейтинг неизвестен.
2. ↑  Специальный эпизод сериала под названием «My Dearest Part 1 Rewind Film» вышел в эфир 8 сентября 2023 года, закадровый голос: (G)I-dle Чо Миён.[36]